# 몸 분절
몸 분절(몸分節, somite), 체절(體節) 또는 원체절(原體節, primitive segment)은 척추동물의 발생 과정에서 일시적으로 관찰되는 중배엽 덩어리를 가리킨다. 배아의 좌우에 대칭적으로, 머리-꼬리 축을 따라 줄지어 생겨나며 이 과정을 몸분절형성(somitogenesis) 또는 체절형성이라고 한다. 몸분절은 피부분절(dermatome), 근육분절(myotome), 뼈분절(sclerotome), 힘줄분절(syndetome)로 나뉘며 이로부터 다시 척추, 가슴우리, 뒤통수뼈의 일부, 골격근, 연골, 힘줄, 그리고 등의 피부가 만들어진다.
우리말 '체절'은 환형동물이나 절지동물에서 볼 수 있는 것과 같이 동물의 앞뒤축을 따라 상동적으로 되풀이되는 구조를 가리키는 말로 쓰이기도 한다. 이러한 체절 개념은 영어의 'body segment' 혹은 'metamere'에 해당하는데, 드물게는 'somite' 자체도 이러한 넓은 뜻으로 쓰인다.

## 몸분절형성

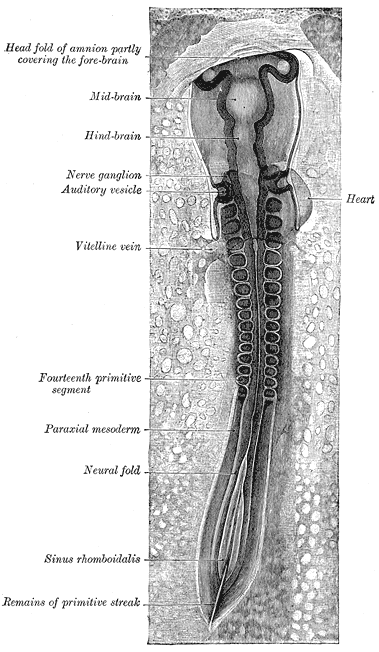
배양 33시간째의 닭 배아를 등쪽에서 바라본 모습. 30배 확대된 사진.

중배엽은 다른 두 배엽 즉 외배엽·내배엽이 만들어질 때 함께 형성된다. 신경관의 양쪽 옆에 있는 중배엽을 축옆중배엽(paraxial mesoderm)이라고 하며, 신경관 바로 아래에 놓여서 나중에 척삭이 되는 척삭중배엽(chordamesoderm)과 구별된다. 발생 초기의 축옆중배엽은 닭 배아에서는 'segmental plate'라고 불리며, 다른 척추동물에서는 단순히 '분절되지 않은 중배엽'이라고 불린다. 원시선조가 퇴행하고 신경주름이 서로 가까워질 무렵에 축옆중배엽은 덩어리를 이루어 나뉘는데, 이것이 몸분절이다.

### 형성

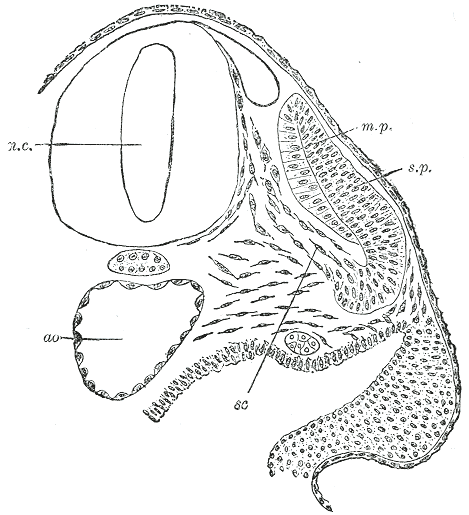
3주차 인간 배아의 횡단면. 몸분절의 분화가 나타나 있다. (ao. 대동맥. m.p. 근육판. n.c. 신경관. sc. 뼈분절. s.p. 피부분절)

중배엽은 몸분절 형성 능력을 얻기 전에 이미 그 운명이 결정된다. 한 몸분절 안에서는 위치에 따라 세포의 운명이 예정화되는데, 이 세포들은 몸분절형성 과정의 비교적 늦은 단계까지도 몸분절 유래 구조 중 무엇으로든 될 수 있는 능력을 유지한다.
몸분절은 머리부터 꼬리까지 배아의 길이 축을 따라 하나씩 차례로 형성된다. 이 과정에는 시계와 같은 기제가 관여한다. 몸분절 발생을 설명하는 한 가지 모형인 시계-파면 모형에 따르면 Notch 및 Wnt 신호의 진동이 “시계” 역할을 하며, 머리-꼬리 축을 따른 FGF 단백의 농도 기울기가 “파면” 역할을 한다.
몸분절 하나가 생기고 나서부터 다음 몸분절이 생기기까지의 시간 간격은 생물종마다 제각기 다르다. 닭 배아의 몸분절은 90분마다 하나씩 만들어지는 반면, 쥐의 몸분절은 2시간 간격으로 만들어진다.
일부 종에서는 몸분절 수를 이용해서 배아 발생 단계를 결정할 수 있다. 이 방법은 수정 후 경과한 시간을 재는 것보다도 더 확실한데, 온도 등 환경 요인이 발생 속도에 영향을 줄 수 있기 때문이다. 몸분절은 신경관의 양 옆에 동시에 만들어진다. 발생 중인 몸분절을 실험적으로 조작하더라도 머리-꼬리 축을 따른 정렬 방향을 바꿀 수는 없다. 몸분절형성이 시작되기 이전에 세포의 운명이 이미 결정되었기 때문이다. Noggin 분비 세포가 몸분절 생성을 유도할 수 있다. 몸분절의 수는 종마다 다르지만 같은 종끼리는 배아 크기와 무관하게 같다. (이를테면 수술이나 유전자 조작으로 크기를 조작하더라도 몸분절 수는 변함없다.) 닭 배아의 몸분절은 50개이고, 쥐는 65개, 뱀은 500개이다.
축옆중배엽 세포가 한데 모이기 시작했으나 덩어리끼리 아직 완전히 분리되지는 않은 상태를 가리켜 몸분절전구체(somitomere) 또는 체절구라고 한다. 바깥쪽 세포들은 중간엽-상피 이행을 거쳐 각 몸분절 둘레에 상피를 만들고, 안쪽 세포들은 중간엽으로 남아 있는다.

#### 노치 신호
노치 신호전달 경로는 시계-파면 모형의 일부로서 몸분절의 경계를 형성한다. DLL1 과 DLL3은 노치 리간드로, 변이가 일어나면 다양한 결함이 발생한다. 노치 신호는 몸분절의 꼬리쪽 절반을 관장하는 HES1을 조절한다. 노치 신호가 활성화되면 한편으로는 LFNG가 켜져서 노치 수용체를 억제하고, 다른 한편으로는 HES1 유전자가 켜져서 LFNG를 억제하여 노치 수용체를 다시 활성화한다. 이로써 시계처럼 진동하게 되는 것이다. 한편 MESP2는 EPHA4 유전자를 유도한다. EPHA4는 몸분절의 경계에서 특이적으로 발현되어 세포끼리 밀어내도록 함으로써 몸분절 분리를 야기한다. 경계 형성에 중요한 또다른 단백으로는 EPHB2가 있다.

#### 중간엽-상피 이행
피브로넥틴과 N-캐드헤린은 배아발생 중 일어나는 중간엽-상피 이행에서 핵심적인 역할을 한다. 이 과정은 TCF15와 MESP2에 의해 조절되는 것으로 추정된다. MESP2는 노치 신호에 의해, TCF15는 세포골격 관련 현상들에 의해 조절된다.

#### 예정화

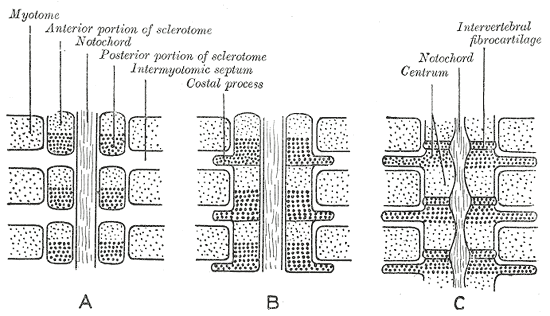
척추뼈몸통이 이웃한 두 분절의 일부분으로부터 발생함을 보여주는 그림. 왼쪽 위에 근육분절(myotome)이 명시되어 있다.

몸분절은 배아 앞뒤축상의 위치에 따라 운명이 결정된다. 몸분절형성이 일어나기도 전에 혹스 유전자가 이미 이를 예정화하여 몸분절이 만들어지고 나서도 변함없이 정체성을 유지한다. 몸분절을 다른 부위로 이식하더라도 원래 만들었을 구조를 그대로 만든다는 사실을 통해 이를 알 수 있다. 반면 각 몸분절 내의 세포들은 비교적 오랫동안 가소성을 유지한다. 즉 몸분절형성의 늦은 단계에서도 주변 환경에 따라 몸분절 안의 특정 세포가 어떤 구조로 발달할지 달라질 수 있다.

### 유래 구조

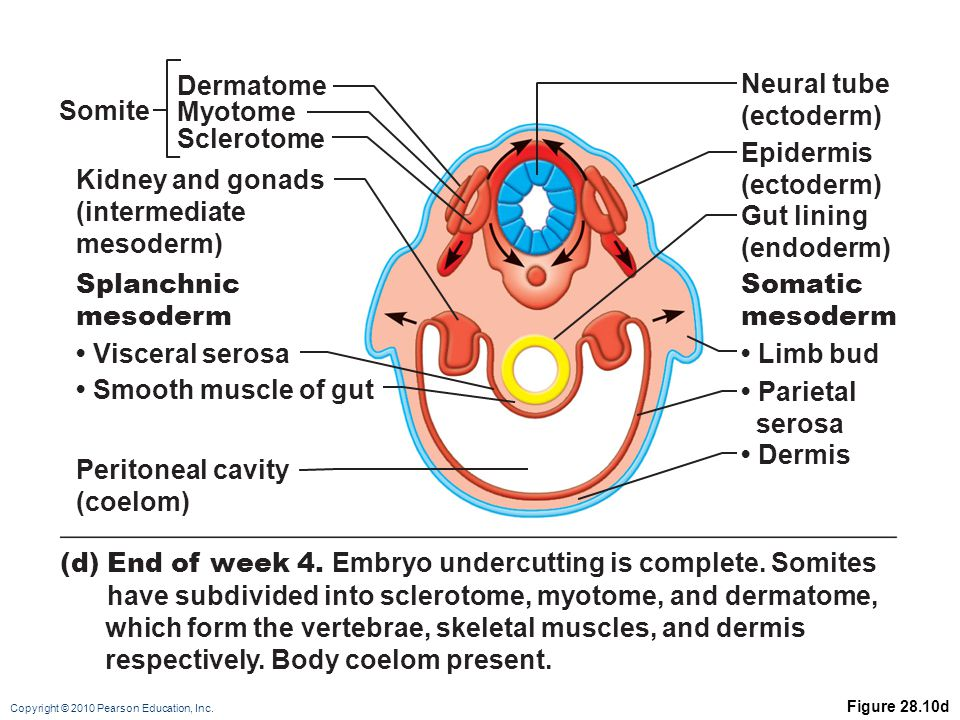
4주차 후기의 사람 배아 단면. 몸분절이 발달한 모습이 보인다.

몸분절은 피부분절(dermatome), 근육분절(myotome), 힘줄분절(syndetome), 뼈분절(scleorome)로 나뉜다. 장차 어떤 구조로 발달하는지에 따라 이름 붙인 것으로, 뼈분절은 머리뼈 일부를 제외한 대부분의 뼈를 만들고, 근육분절은 등·갈비뼈·팔다리의 골격근을, 힘줄분절은 힘줄을, 피부분절은 등의 피부를 만든다.
뼈분절은 피부분절 및 근육분절보다 먼저 분화하므로, 뼈분절이 분화했으나 피부분절과 근육분절은 아직 분화하지 않은 상태의 몸분절을 가리켜 피부근육분절(dermomyotome)이라고 부르기도 한다.

#### 피부분절
피부분절, 피부절 또는 피절은 몸분절의 등쪽에 위치하며 피부의 진피로 발달한다. 사람에서는 발생 3주째에 만들어진다. 몸분절에서 뼈분절이 먼저 이동해 나가고 남은 부분이 피부분절과 근육분절로 분리되면서 생겨난다. 피부분절은 목과 몸통의 피부, 지방, 결합 조직에 기여한다. 다만 사람 몸의 나머지 부위에서 피부는 대부분 피부분절이 아니라 가쪽판중배엽(lateral plate mesoderm)에서 유래한다.

#### 근육분절
근육분절은 근분절, 근절이라고도 하며, 몸분절 중에서 골격근으로 발달하는 부위를 가리킨다. 각 근육분절은 뒤쪽의 축위부분(epaxial division, epimere)과 앞쪽의 축아래부분(hypaxial division, hypomere)으로 나뉜다. 축아래부분의 근육모세포는 가슴벽과 앞배벽의 근육을 이룬다. 포유류에서 축위부분의 근육 덩어리는 분절의 특성을 잃고 목과 몸통의 폄근을 이룬다.
어류, 도롱뇽, 무족영원, 파충류에서는 전신의 근육이 배아에서와 같이 분절된 채로 유지된다. 다만 축위부분과 축아래부분이 서로 다른 여러 근육 무리로 나뉘어 접히고 서로 겹칠 때도 많다.

#### 뼈분절
뼈분절은 골분절, 경절이라고도 하며, 척추뼈, 갈비연골, 그리고 뒤통수뼈의 일부를 만든다. 뼈분절 세포들은 척삭의 양 가쪽에서 출발하여 가운데에서 서로 만나 척추뼈몸통을 이룬다. 뼈분절 세포들은 여기에서부터 다시 등쪽으로 이동해서 발생 중인 척수를 둘러싸 척추뼈고리를 만든다. 등뼈 부근에서는 일부 세포들이 멀리 뻗어나가 갈비뼈를 만든다.
신경능선 세포와 척수신경 축삭돌기가 몸분절을 가로질러 이동하면서 몸분절이 앞뒤 두 부분으로 나뉘기 때문에, 각 척추뼈몸통은 한 몸분절에서 비롯한 뼈분절로만 만들어지는 것이 아니라, 뼈분절 하나의 꼬리쪽 절반이 이웃한 뼈분절의 머리쪽 절반과 융합하여 만들어진다.

## 절지동물에서
갑각류 발생에서 몸분절은 가상의 원시 갑각류 몸설계(body plan)상의 분절을 가리킨다. 현생 갑각류에서는 이러한 몸분절 중 몇 개가 융합되었을 수 있다.

## 같이 보기
- 분절 신경분포
- 상호 신경지배
- 다리의 피부 신경분포
- 피부분절(dermatome, 해부학)
- 근육분절(myotome, 해부학)
- 발생생물학